# اووه اوکسنکنشت
اووه اوکسنکنشت (انگلیسی: Uwe Ochsenknecht؛ زادهٔ ۷ ژانویهٔ ۱۹۵۶) بازیگر و خواننده اهل آلمان است. وی از سال ۱۹۷۸ میلادی تاکنون مشغول فعالیت بوده‌است.
از فیلم‌ها یا برنامه‌های تلویزیونی که وی در آن نقش داشته‌است، می‌توان به تلماسه فرانک هربرت، کشتی، لوتر، جنگجویان صلیبی و کار ناتمام اشاره کرد.